# 加油东方天使
《加油！東方天使》是SMG2009年大型女性綜藝選秀節目，是《加油！好男兒》的姊妹篇，在東方衛視平臺播出。

## 海選城市
- 六大主賽區：上海、北京、成都、杭州、南京、武漢
- 六大加油站：瀋陽、哈爾濱、重慶、廣州、昆明、西安

## 比赛结果
2009年10月23日，东方卫视《加油！东方天使》全国总决赛上演终极战役，东方天使全国3强选手戴燕妮、曲尼次仁和于洋将冲刺冠军宝座。
- 冠军：曲尼次仁，藏族女孩，来自西藏阿里地区噶尔县，毕业于西南民族大学，赛后往影视圈发展，主演过多部影视作品
- 亚军：于洋，来自山东青岛，毕业于北京电影学院导演系
- 季军：戴燕妮，朝鲜族女孩，来自辽宁沈阳，毕业于沈阳音乐学院，2014年加入中国内地女子组合“MG-Baby明骏女孩”发展
- 殿军：张燕妮，
- 第五：巴哈古丽·热合木吐拉，
- 第六：贺一纯
- 第七：李佳妮
- 第八：任月丽
- 第九：张晗
- 第十：金珠卓玛，藏族，来自云南丽江
- 第11：姚琳
- 第12：求斯
- 最佳表演奖：曲尼次仁
- 最佳上镜奖：巴哈古丽
- 最佳形体奖：于洋
- 最佳才艺奖：张燕妮
- 最佳潜质奖：贺一纯
- 最佳气质奖：张晗
- 最佳亲和力奖：戴燕妮
- 最佳网络人气奖：任月丽
- 世界华人协会公益形象奖：巴哈古丽
- 舒蕾最美秀发奖：求斯

## 相關鏈接
- 加油好男兒
- 我型我秀
- 快乐女声
- 加油东方天使全程比赛视频（页面存档备份，存于）